# Barcelona Bóxers
Els Barcelona Bóxers van ser un club català de futbol americà de la ciutat de Barcelona. Va ser fundat l'any 1988, essent un dels clubs pioners del futbol americà a Catalunya, just darrere dels Badalona Dracs i fundats el mateix any que Barcelona Búfals i L'Hospitalet Pioners. Fou club fundador de la Federació Catalana i participà en la primera Lliga catalana de futbol americà el mateix 1988. Els següents anys es convertí en l'equip més poderós del país amb quatre lligues catalanes entre el 1990 i el 1994.

## Palmarès
- 4 Lliga catalana de futbol americà: 1989-90, 1991-92, 1992-93, 1993-94
- 3 Supercopa catalana de futbol americà: 1988-89, 1990-91, 1994-95